# ژائو دو لوکا
ژائو دو لوکا (انگلیسی: João de Lucca؛ زادهٔ ۶ ژانویهٔ ۱۹۹۰) ورزشکار ورزش شنا اهل برزیل است.
وی در مسابقات کشوری و بین‌المللی در مجموع برندهٔ ۵ مدال طلا، ۲ مدال نقره و ۳ مدال برنز شده‌است.